# Йекатом, Альфред
Альфред Йекатом (род. 23 января 1975 Бимбо; также известен как Рембо и Альфред Сарагба) — центральноафриканский политический и военный деятель. Депутат парламента ЦАР, один из лидеров движения «Антибалака», противостоящего группе «Селека» в ходе гражданской войны в ЦАР.

## Биография
Родился 23 января 1975 в Бимбо.
Йекатом возглавлял отряд антибалаки численностью около трёх тысяч человек. Также Йекатом представлял «Антибалаку» на ряде встреч и переговоров. В 2015 году против него, как «лидера группы, угрожающей миру, безопасности или стабильности ЦАР», были введены санкции со стороны США и ООН.
В 2016 году Йекатом стал депутатом парламента ЦАР. Во время пребывания на этом посту он входил в состав комиссии по вопросам обороны и безопасности, занимавшейся в том числе программами разоружения, демобилизации, реабилитации и интеграции.
29 октября 2018 года в ходе выборов председателя парламента ЦАР Йекатом открыл огонь в здании парламента. В результате стрельбы никто не пострадал, сам стрелявший был обезврежен.
В ноябре 2018 года арестованный Йекатом был передан властями ЦАР Международному уголовному суду, занимающемуся расследованием преступлений, совершённых в ходе гражданской войны в ЦАР. Он стал первым гражданином ЦАР, обвинённым в военных преступлениях и представших перед Международным уголовным судом.
Йекатому были предъявлены обвинения в преступлениях, предположительно совершённых в период с декабря 2013 по май 2014. В частности, Йекатом обвиняется в пытках, убийствах, похищениях людей, насильственном лишении свободы, грабежах и мародёрстве, а также рекрутировании в свой отряд детей младше 15 лет.
В феврале 2021 года в судебной палате начались слушания по делу Йекатома.